# C/1847 J1 Colla
La cometa C/1847 J1 (Colla) è una cometa non periodica scoperta il 13 maggio 1847 dall'astronomo italiano Antonio Colla.